# シナリン
シナリン(Cynarine)は、ヒドロキシケイ皮酸類の一種で、アーティチョーク(Cynara cardunculus)に含まれる生理活性物質である。
化学的には、キナ酸と2つのコーヒー酸のエステルである。
味覚レセプターを阻害し、水（やその他の飲食物）を甘く感じさせる。
アーティチョークの葉に含まれている。